# Płaszczyzna Ohngrena
Płaszczyzna Ohngrena – umowna płaszczyzna poprowadzona pomiędzy przyśrodkowym kątem oka a kątem żuchwy, służąca jako punkt odniesienia w klasyfikacji guzów nosa i zatok przynosowych. Dzieli masyw szczękowo-sitowy na część przednio-dolną (infrastrukturę) i tylno-górną (suprastrukturę). Guzy zlokalizowane powyżej płaszczyzny Ohngrena - w części tylno-górnej, ze względu na bliskie sąsiedztwo ważnych życiowo struktur anatomicznych, rokują zdecydowanie gorzej, niż guzy zlokalizowane poniżej tej płaszczyzny.